# Gevuld ei

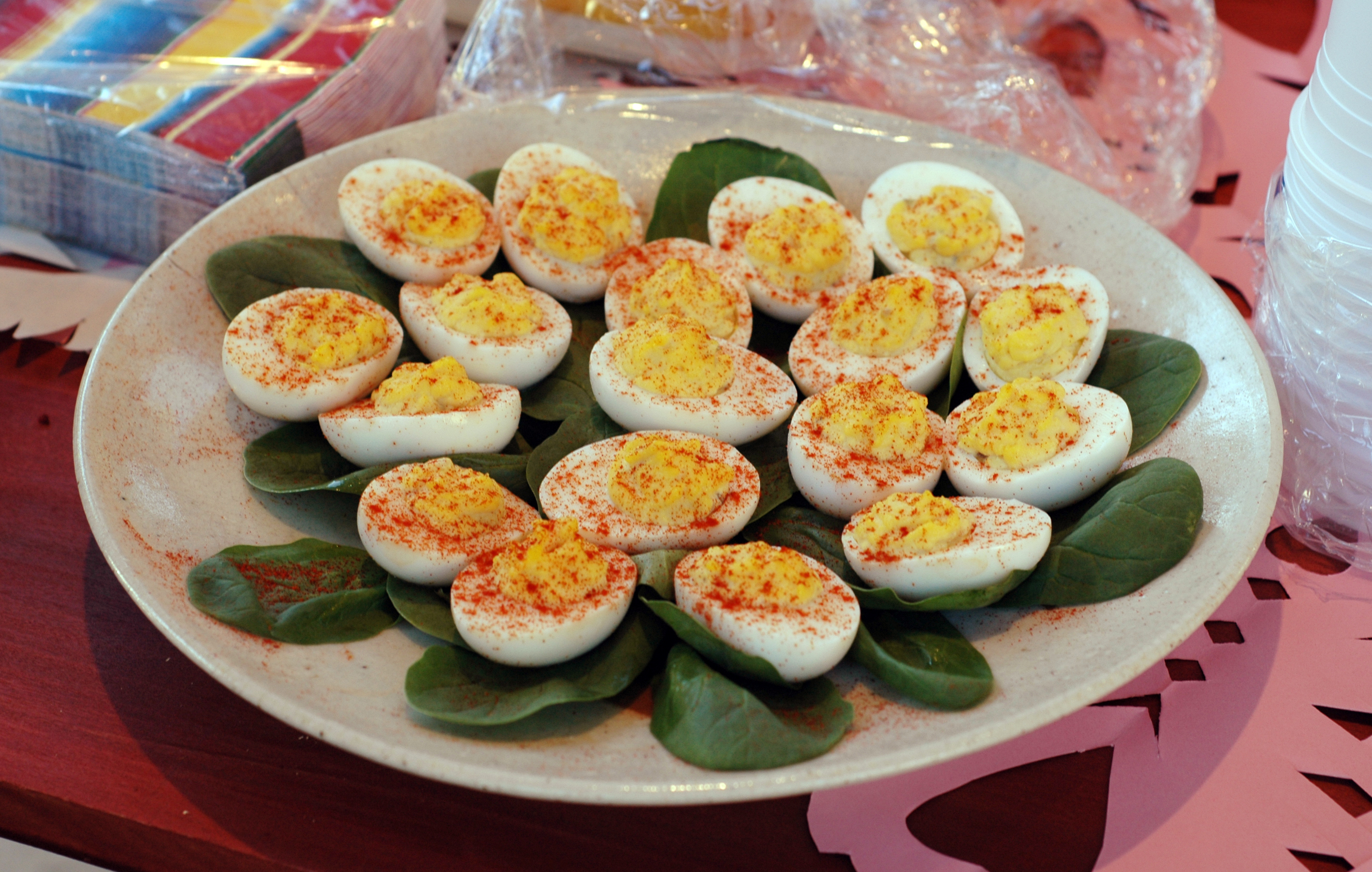
Schaal met gevulde eieren

Gevulde eieren of mimosa-eieren zijn door midden gesneden hardgekookte eieren, gevuld met een mengsel van de hardgekookte dooier en traditioneel boter, room, kerrie, zout en peper. Andere ingrediënten, waaronder meestal mayonaise, worden tegenwoordig ook vaak gebruikt. Gevulde eieren worden doorgaans koud geserveerd, vaak als borrelhapje.